# Хайнрих II фон Лихтенберг
Хайнрих II фон Лихтенберг (на немски: Heinrich II von Lichtenberg; † пр. 9 февруари 1269) е господар на Лихтенберг в Долен Елзас и фогт на Страсбург.

## Произход
Той е син на Лудвиг I фон Лихтенберг († 1250/1252), господар на Лихтенберг и фогт в Нойвайлер в Елзас, и първата му съпруга Елизабет († 1271). Брат е на Конрад III († 1299), от 1273 г. епископ на Страсбург, на Фридрих I († 1305/1306), от 1299 г. епископ на Страсбург, и на Лудвиг II († 1271), фогт в Елзас, женен 1253 г. за маркграфиня Елизабет фон Баден († ок. 1266), баща на Зигебодо II, от 1302 г. епископ на Шпайер († 1314).

## Фамилия
Първи брак: на 8 януари 1251 г. с Аделхайд фон Еберщайн (* пр. 1251; † 1 ноември 1291), дъщеря на граф Ото I фон Еберщайн († 1279) и първата му съпруга графиня Кунигунда фон Урах и Фрайбург († 1244). Те имат шест деца: 
- Лудвиг I фон Лихтенберг
- Конрад I (* сл. 1251; † 1294/1305), фогт на Страсбург, женен пр. 23 октомври 1283 г. за принцеса Агнес фон Тек († 1296), дъщеря на херцог Лудвиг I фон Тек († 1283)
- Ото († 13 април 1283)
- Алберт († сл. 1279)
- Кунигунда († сл. 1310), омъжена за Ото IV фон Оксенщайн († 2 юли 1298, Гьолхайм), фогт на Елзас, син на граф Ото III фон Оксенщайн († 1289/1290) и графиня Кунигунда? (I) фон Хабсбург († сл. 1290), сестра на крал Рудолф I
- Агнес († сл. 1278), омъжена пр. 1 февруари 1278 г. за Йохан фон Верд († сл. 1306), син на Хайнрих II Зигеберт фон Верд, ландграф на Елзас, граф фон Верд († 1278).

Втори брак: с Елизабет. Те имат три деца:
- Елизабет († сл. 1270), омъжена I. 1254 г. за Рудолф II фон Кенцинген или фон Юзенберг († 1259), II. ок. 1254 г. за Хайнрих I фон Геролдсек († 1296/1298), граф на Геролдсек и Велденц
- Зимунд (* пр. 1261; † сл. 1318)
- Лудвиг (* пр. 1203?; † сл. 1274/сл. 1282), женен за Херцелауде фон Клинген († сл. 1285), внучка на фогт Улрих фон Клинген († пр. 1248), дъщеря на рицар Валтер фон дер Алтенклинген († 1286) и София фон Фробург († сл. 1291)